# Bronislaw Knaster
Bronisław Knaster (Varsóvia, 22 de maio de 1893 — Wrocław, 3 de novembro de 1980) foi um matemático polonês, desde 1939 professor universitário em Lwów e desde 1945 em Wrocław.
Ele é conhecido por seu trabalho em topologia de conjuntos de pontos e, em particular, por suas descobertas em 1922 do continuum ou pseudo-arco hereditariamente indecomponível e do continuum de Knaster , ou continuum de alça de balde. Junto com seu professor Hugo Steinhaus e seu colega Stefan Banach, ele também desenvolveu o método do último a diminuir para o corte justo do bolo.
Knaster recebeu seu Ph.D. grau da Universidade de Varsóvia em 1925, sob a supervisão de Stefan Mazurkiewicz.